# Troupes indiennes auxiliaires

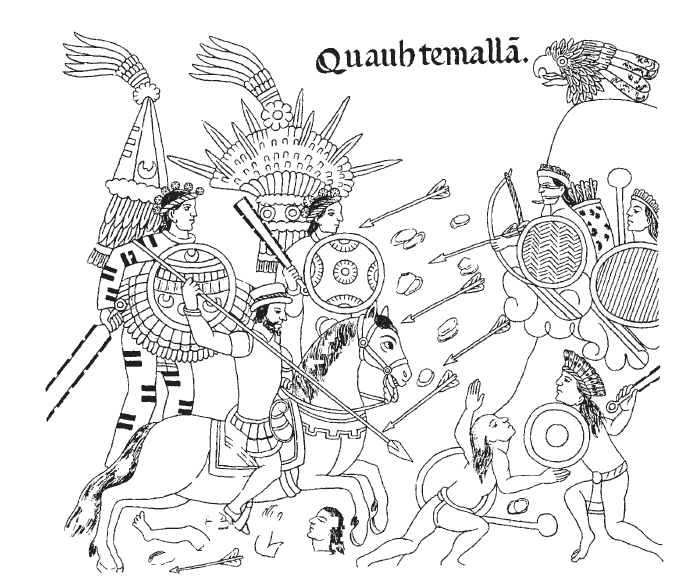
Auxiliaires tlaxcaltèques aidant les Espagnols au Guatemala, Lienzo de Tlaxcala, XVIe siècle

Les Espagnols appelaient Indios auxiliares (principalement dans les chroniques et les textes historiques anciens), les indigènes intégrés aux troupes conquérantes  espagnoles afin de soutenir leurs avancées et leurs opérations militaires pendant la conquête de l'Amérique. Ils servaient de guides, de traducteurs, ou de porteurs. La dénomination a également été étendue aux formations militaires composées d'Indiens, qui remplissaient des fonctions d'éclaireurs, de harcèlement, de protection des flancs et de troupes de réserve. Les indios auxiliares sont restés actifs après la conquête, lors de certains soulèvements dans les zones frontalières et les zones de guerre permanente, comme cela s'est produit au Chili pendant la guerre d'Arauco et dans l'Amazonie péruvienne pendant les guerres de l'État fédéral de Loreto (es).
Ces miliciens indiens au service de la monarchie hispanique bénéficiaient d'exemptions et de mercedes (es), ce qui leur conférait un statut social très élevé pouvant leur permettre de recevoir des titres de noblesse indigène (es). À leur tour, chaque corporation de miliciens recevait des privilèges particuliers. En général, elles recevaient toutes des privilèges fiscaux (ne pas être obligées de payer le Tribut indigène) et, évidemment, des permis de port d'armes. Ces hommes pouvaient également recevoir le privilège de demander l'aumône à l'Hospital de indios, l'exemption de l'impôt du medio real servant à financer le tribunal général des Indes (es), ainsi que de l'alcabala. Ils pouvaient également être exemptés de travailler dans les mines ou de contribuer à la mita, étaient libres de travailler dans les encomiendas espagnoles, pouvaient avoir l'honneur de la cabalgadura (porter un drapeau aux armes royales), et recevoir le titre d'Hidalgo ainsi que des terres. L'existence des privilèges dans la milice indienne a conduit à la création des Relaciones de méritos y servicios (documents qui avaient pour objectif de donner la preuve de leurs concessions reçues par le roi d'Espagne, ainsi que de rendre compte des services rendus à l'Empire espagnol), ou Título primordial qui servaient à sauvegarder la mémoire de la fondation des réductions et à préserver de nombreuses traditions familiales (offrant même des récits divergents de la conquête entre les différents villages), qui à leur tour étaient invoqués pour aider lors de conflits autour de la propriété foncière, de la possession de biens communautaires ou de plaintes contre les fonctionnaires espagnols (ces privilèges invoquaient le pacte colonial entre les sujets et le monarque, où les Indiens vassaux acceptaient de se soumettre à la souveraineté du roi d'Espagne et de payer un tribut à ses représentants, en échange de la reconnaissance et de la protection de leurs droits à l'autonomie et à la propriété).
Bien que l'Empire espagnol ait tenté de désarmer les auxiliaires indiens une fois la conquête terminée (car il craignait qu'ils ne deviennent des ennemis potentiels) et de rendre ainsi les colonisateurs espagnols responsables de la défense des royaumes des Indes (es), plusieurs corporations d'Indiens auxiliaires sont restées actives jusqu'au XIXe siècle. Ces troupes restèrent loyales au roi d'Espagne et étaient le bras armé des vice-royautés espagnoles contre les Indiens insurgés ou ceux qui n'avaient pas encore été conquis. Paradoxalement, cela signifie que les Indiens auxiliaires qui sont restés armés au cours des siècles suivants la conquête étaient précisément ceux qui provenaient de communautés situées dans les régions où les taux de rébellion étaient les plus élevés et les populations d'Espagnols et de Créoles les plus faibles (qui déléguaient les tâches militaires à ces miliciens indiens de confiance). En effet, l'État espagnol ne souhaitait pas dépenser beaucoup d'argent pour défendre directement les provinces d'outre-mer, ce qui nécessitait la coopération des populations locales, notamment lors de conflits tels que la guerre chichimèque (es). Par ailleurs, si une ville obtenait le « privilège du soldat », tous les hommes majeurs étaient obligés d'apprendre le maniement des armes et de s'enrôler dans l'armée. En outre, les officiers des milices indiennes auxiliaires étaient choisis par le cabildo de indios de leurs villages respectifs, et certaines corporations étaient composées essentiellement d'arquebusiers et d'épésites maîtrisant les armes à feu et les tactiques de guerre européenne. Leurs fonctions ne se limitaient pas à patrouiller dans les villes et sur les côtes ou à escorter les fonctionnaires, mais également à repousser d'éventuelles invasions, tels que des raids anglais ou hollandais. Dans le cas de la Nouvelle-Espagne, il y avait 66 compagnies de milice indienne (soit 4 679 soldats) en 1792, principalement originaires de Colotlán en Nouvelle-Galice.

## Histoire
Les formations de troupes d'auxiliaires indiens résultent souvent d'alliances conclues par les Espagnols, qui exploitent les antagonismes ethniques et tribaux qu'ils constatent parmi les populations locales lors leur entrée en territoires conquis. Par la suite, les auxiliaires indiens étaient recrutés parmi les colons des territoires déjà conquis. Ils constituaient généralement le groupe le plus important de l'armée de conquête, les Indiens se distinguant des conquistadores et des pacificadores.
L'alliance politico-militaire entre les communautés indiennes et les conquistadors espagnols a été perçue comme étant impossible en raison des clichés de la légende noire espagnole. Mais, contrairement aux stigmates contemporains, tous les indigènes n'auraient pas organisé la résistance contre l'incursion européenne, car de nombreuses sociétés ont perçu l'événement de la conquête comme une opportunité d'obtenir une plus grande liberté par rapport au joug des peuples indigènes hégémoniques de la région, les incitant à participer au processus de conquête par des pactes dans lesquels le coût de leur aide était la promesse de liberté, de richesse et d'autonomie politique par les Espagnols (dans ce qui deviendrait la future société politique indienne (es)). L'aide apportée par ces peuples ne se limitait pas à de simples fournitures de ravitaillement, de guides, de traducteurs, de serviteurs ou de porteurs. Ils excellaient également dans les combats militaires contre d'autres communautés indigènes, assumant des rôles de commandement et dirigeant même des troupes d'Espagnols et d'autres peuples indigènes,.
Exemples notables de troupes d'indiens auxiliaires :
- Hernán Cortés est l'un des premiers capitaines à se distinguer par sa capacité à gonfler les rangs de son armée de troupes indigènes, notamment les Tlaxcaltèques (200 000 auxiliaires lors du siège de Tenochtitlan).

- L'expédition de Pedro de Alvarado au Guatemala (1523-1524) ne comptait que 250 Espagnols et entre 5 000 et 6 000 indios auxiliares[7].
- Lors de la tentative ratée d'Aleixo Garcia (es) de conquérir l'empire inca en marchant depuis Santa Catarina, son groupe était composé de cinq Européens, dont lui-même[8], et plus de 2 000 guaranis recrutés dans la région d'Asuncion[9].
- Lors de ses expéditions, Sebastián de Belalcázar réunit 11 000 cañaris contre Rumiñahui (1534)[10].
- Lors du siège de Cuzco (1536- 1537), Francisco Pizarro compte 190 Espagnols[11] et 30 000 indigènes huancas, chancas, cañaris et chachapoyas[12].
- L'armée de Diego de Almagro qui entre au Chili en 1536 est composée de près de 500 Espagnols, 100 Noirs et 10 000 à 15 000 auxiliaires[13] fournis par Paullu Inca. Entre 2 000 et 10 000 Indiens et 170 chevaux sont morts pendant le voyage[14].
- Gonzalo Jiménez de Quesada mène 50 Espagnols et 12 000 à 20 000 Muiscas dans sa campagne contre les Panches (es) (1537)[15],[16].
- Lors de la conquête du Chili (es) par Pedro de Valdivia, le groupe initial qui a quitté Cuzco était composé de 11 Espagnols et de 1 000 Indiens en janvier 1540[17].
- Gonzalo Pizarro et Francisco de Orellana, lorsqu'ils commencèrent leur exploration de l'Amazone à partir de Quito, avaient 150 cavaliers et 200 fantassins espagnols, pour plus de 4 000 Indiens (1541)[18],[19].
- Lorsqu'Álvar Núñez Cabeza de Vaca et Domingo Martínez de Irala sont gouverneurs du Paraguay entre 1544 et 1546, les forces espagnoles concentrées à Asunción comptent 800 Européens et plus de 2 000 auxiliaires[20],[21],[22].
- En 1550, une expédition d'Irala sur les hauts plateaux du Pérou comprenait 400 Espagnols, 600 chevaux et 4 000 Indiens. Ce fut un échec : de nombreux Espagnols, tous les chevaux et 1 500 Guaranis moururent en raison des conditions défavorables et de l'hostilité de la population locale[23].
- L'expédition de García Hurtado de Mendoza au Chili en 1557 comprenait 600 Espagnols, 1 000 chevaux et 4 000 auxiliaires[24].
- En 1568, l'expédition de Diego de Losada, composée de 300 Espagnols et de 18 000 auxiliaires, bat la confédération des Kalinagos dirigée par Guaicaipuro lors de la bataille de Maracapana (es) dans la vallée de Caracas.
- Lors de sa campagne contre les Yaquis de Sonora (1609-1610), Diego Martínez de Hurdaide (es) réussit à former une alliance avec les Pimas et les Mayos, formant une armée de 40 Espagnols et de 2 000 à 4 000 Indiens[25].
- L'expédition de Francisco de Urdiñola (es) contre les rebelles Xiximes à Durango (1610) se composait de 200 Espagnols et de 1 100 Indiens auxiliaires[26],[27],[28].

## Yanaconas
Dans la région de l'ancien Empire inca, ils étaient également connus sous le nom de  yanaconas (en), bien que ce terme ait été utilisé avant l'arrivée des Espagnols, remontant aux conquêtes de l'Empire inca lui-même.